# Pietro Taglia
Pietro Taglia, nascut a Milà, fou un compositor italià del segle xvi, conegut pels seus madrigals. Immers en aquesta era progressiva, seguí les innovacions dels compositors més famosos, com el venecià Cipriano de Rore, i la seva música fou molt coneguda en el seu temps.